# Einzelleistungsvergütung
Die Vergütung der Behandlung eines Patienten kann sich im deutschen Gesundheitswesen aus Einzelleistungsvergütungen zusammensetzen. Dabei wird die Honorierung einer Behandlung in einzelne Behandlungsschritte aufgeteilt, die – jede für sich – mit einer Bewertungszahl in Punkten bewertet werden. Der einzelne Honorarpunkt wird mit dem jeweils festgelegten Punktwert in Euro multipliziert und ergibt das Honorar für den jeweiligen Behandlungsschritt. Die Summe der Einzelleistungen (zahn-)ärztlicher Leistungen ergibt das Gesamthonorar für eine Behandlung beziehungsweise einen Behandlungsfall.
Jede einzelne (zahn-)ärztliche Leistung, wie beispielsweise die Untersuchung (klinisch, apparativ-technisch), Röntgenaufnahmen oder therapeutische Leistungen wie Spritzen, Operationen werden im Einheitlichen Bewertungsmaßstab Ärzte - EBM oder Bewertungsmaßstab Zahnärzte (BEMA), in der Gebührenordnung für Ärzte (GOÄ) und der Gebührenordnung für Zahnärzte (GOZ) mit einem Wert versehen.

## Vergütungsformen
Im Gegensatz zur Einzelleistungsvergütung steht die pauschalierte Vergütung, zum Beispiel als Fallpauschale für die Behandlung einer definierten Erkrankung oder als Registrierungs-Kopfpauschale für eine Zeitspanne wie im englischen staatlichen Versorgungssystem.
Eine Mischform stellt die derzeitige deutsche Abrechnungspraxis dar, in der die meisten ärztlichen Leistungen einzeln mit ihren Punkten addiert werden, der Punktwert sich aber erst durch die Division des Honorartopfs einer Abrechnungsgemeinschaft (Arztgruppe einer Kassenärztlichen Vereinigung [KV]) durch die in Summe von den zugehörigen Ärzten für ein Quartal eingereichten Punkte ergibt. Die Honorartöpfe werden seit 1993 von den Krankenkassen mit kassenindividuellen Kopfpauschalen je Mitglied gefüllt und von den Kassenärztlichen Vereinigungen gemäß dem jeweils von der KV bestimmten Honorarverteilungsmaßstab quartalsweise auf die abrechnenden Ärzten verteilt.

## Kostenrisiko
Die gesundheitsökonomische Wirkung der (ärztlichen) Vergütung als Einzelleistungsvergütung (und im Weiteren für alle Tätigkeiten und Institutionen im Gesundheitswesen) oder als pauschalierte Vergütung wird bei der Verteilung des Kostenrisikos deutlich. Die bei der Versorgung einer Region in einem bestimmten Zeitraum entstehenden Kosten der Gesundheitsversorgung sind abhängig von der Häufigkeit von Erkrankungen (z. B. Grippe-Epidemie) und dem Schweregrad der jeweiligen Erkrankung (asiatische Grippe mit hohem Behandlungsaufwand oder banale Form mit niedrigem Aufwand).
Bei der Einzelleistungsvergütung liegt das Kostenrisiko sowohl bezüglich der Häufigkeit wie dem Schweregrad bei den Patienten (ggf. der Versicherung). Bei der Kopfpauschale liegt dieses Risiko von Häufigkeit und Schweregrad auf der Seite der Leistungserbringer (Ärzte, Krankenhäuser etc.). Eine Fallpauschale verteilt das Kostenrisiko der Versorgung zwischen Leistungserbringer und Patienten (Versicherung). Das Kostenrisiko des Schweregrads der zu behandelnden Erkrankung liegt bei den Leistungserbringern; dies ist unabhängig von dem Risiko der Häufigkeit der Erkrankung, das von den Patienten in der Gesamtheit (der Versicherung) zu tragen ist.